# 딕시 던바

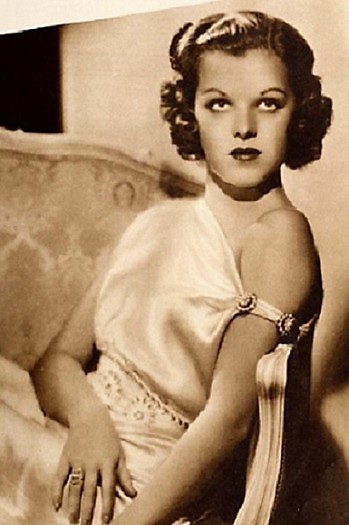

딕시 던바(Dixie Dunbar, 1919년 1월 19일 ~ 1991년 8월 29일)는 미국의 배우, 가수, 영화배우이다.
몽고메리에서 태어났으며 마이애미비치에서 사망하였다. 사인은 질병이다.

## 영화
- 알렉산더의 랙타임 밴드 (1938년)
- 써니브룩 농장의 레베카 (1938년)
- 원 인 어 밀리언 (1936년)
- 싱, 베이비, 싱 (1936년)
- 희극의 왕 (1936년)
- 피그스킨 퍼레이드 (1936년)
- 조지 화이트의 스캔달 (1934년)